# Торсхавн
То́рсхавн (фар. Tórshavn [ˈtʰɔuʂhaun], Тоусхаун; дат. Thorshavn [ˈtoɐ̯ˀshɑwˀn]) — столица и крупнейший населённый пункт территориальной автономии Фарерские острова в составе Датского королевства. Расположен на юго-восточном побережье острова Стреймой. К северо-западу от города находится гора Хусарейн (345 м), к юго-западу — Чирчубёрейн (350 м), между которыми протекает река Сандоа. В пределах Торсхавна, по состоянию на 2019 год, проживает 19 165 человек, а с учётом прилежащей местности — 21 078 человек.
После созыва древними скандинавами первого народного собрания на полуострове Тинганес в 850 году н. э. Торсхавн превратился в столицу Фарерских островов. На протяжении всего Средневековья цитадель города располагалась исключительно на узком полуострове, вдающимся в море. После установления торговой монополии Торсхавна на островах их жители стали производить сбыт и приобретение товаров непосредственно в городе. После ликвидации торговой монополии в 1856 году Фареры перешли к реализации идеи свободной торговли.

## Этимология

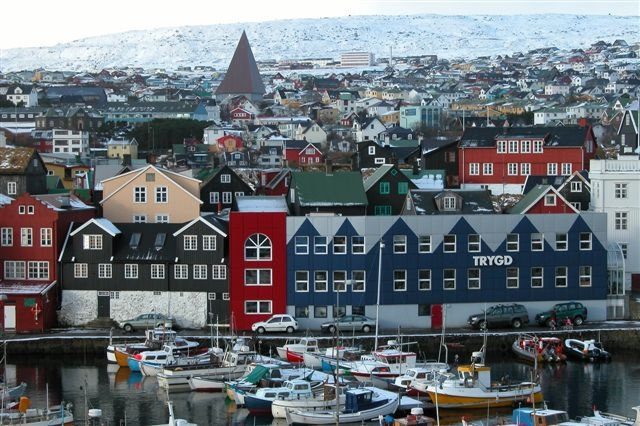
Дома у гавани Торсхавна

Город получил своё наименование в честь бога грома и бури в скандинавской мифологии. Фарерское слово Tórshavn происходит от древнескандинавского Þórshǫfn, в переводе означающего «гавань Тора».

## Климат
Торсхавн имеет субарктический океанический климат (Cfc), с очень малыми колебаниями температур между зимой и летом всего 7 °C (примерно такие же колебания температур имеют многие города в тропическом поясе) и очень большим количеством осадков. Торсхавн также является самым облачным населённым пунктом в мире, ещё меньше часов солнечного сияния наблюдается только на Алеутских островах и отдельных островах юга Патагонии. В среднем, на год приходится 841 час солнечного сияния (2,4 часа в день), что в два раза меньше, чем в Москве.
| Показатель                                                | Янв. | Фев. | Март | Апр. | Май | Июнь | Июль | Авг. | Сен. | Окт. | Нояб. | Дек. | Год  |
| --------------------------------------------------------- | ---- | ---- | ---- | ---- | --- | ---- | ---- | ---- | ---- | ---- | ----- | ---- | ---- |
| Абсолютный максимум, °C                                   | 10   | 10   | 11   | 13   | 20  | 20   | 20   | 22   | 20   | 13   | 12    | 11   | 22   |
| Средний суточный максимум, °C                             | 5,3  | 5,5  | 5,9  | 7,2  | 9,1 | 11,3 | 12,5 | 12,8 | 11,2 | 9,4  | 6,7   | 5,8  | 8,6  |
| Средняя температура, °C                                   | 3,4  | 3,6  | 3,8  | 4,9  | 6,9 | 9,0  | 10,3 | 10,6 | 9,1  | 7,5  | 4,8   | 3,8  | 6,5  |
| Средний суточный минимум, °C                              | 1,2  | 1,5  | 1,5  | 2,6  | 4,8 | 7,0  | 8,3  | 8,5  | 7,1  | 5,4  | 2,7   | 1,6  | 4,4  |
| Абсолютный минимум, °C                                    | −7   | −7   | −7   | −5   | −2  | 1    | 1    | 2    | 1    | −2   | −5    | −7   | −7   |
| Норма осадков, мм                                         | 153  | 113  | 137  | 93   | 72  | 67   | 81   | 88   | 142  | 177  | 143   | 171  | 1437 |
| Температура воды, °C                                      | 7    | 6    | 6    | 7    | 8   | 9    | 10   | 11   | 10   | 8    | 8     | 7    | 8    |
| Источник: World Climate, Weatherbase, World Climate Guide |      |      |      |      |     |      |      |      |      |      |       |      |      |

| Показатель                        | Янв. | Фев. | Март | Апр. | Май | Июнь | Июль | Авг. | Сен. | Окт. | Нояб. | Дек. | Год |
| --------------------------------- | ---- | ---- | ---- | ---- | --- | ---- | ---- | ---- | ---- | ---- | ----- | ---- | --- |
| Средний суточный максимум, °C     | 5,8  | 6,0  | 6,4  | 7,8  | 9,4 | 11,4 | 13,0 | 13,1 | 11,9 | 9,5  | 7,0   | 5,7  | 8,9 |
| Средняя температура, °C           | 4,3  | 4,3  | 4,6  | 5,9  | 7,3 | 9,4  | 11,2 | 11,3 | 10,2 | 7,9  | 5,5   | 4,1  | 7,2 |
| Средний суточный минимум, °C      | 2,8  | 2,6  | 2,7  | 3,9  | 5,1 | 7,5  | 9,4  | 9,5  | 8,5  | 6,4  | 4,1   | 2,8  | 5,4 |
| Источник: www.weatheronline.co.uk |      |      |      |      |     |      |      |      |      |      |       |      |     |

## История

### Образование города
Вероятно, первыми на Фареры прибыли кельтские монахи, однако точная дата их прибытия на острова архипелага неизвестна. На протяжении всего IX века н. э. викинги проводили в различных безлюдных участках архипелага свои народные собрания — тинги — чтобы не допустить предоставления каким-либо местоположением преимущества противнику. Крупнейший фарерский тинг прошёл в Торсхавне в 825 году на полуострове Тинганес, разделявшим прилежащую местность на два участка — Эстаравоа и Вестаравоа («восточную» и «западную гавань», соответственно). Викинги оседали на этих плоских утёсах каждое лето в силу того, что они представляли собой центр архипелага, хотя изначально и были безлюдны. В «Саге о фарерцах» указывается: «…фарерский тинг проводился на Стреймое; там находилась гавань, именуемая Торсхавном». Эпоха викингов на островах завершилась в 1035 году. На место тинга пришёл базар, быстро превратившийся в постоянный рынок сбыта.
На протяжении всего Средневековья цитадель города располагалась исключительно на узком полуострове, вдающимся в море. На нём располагались пастбища земледельцев. В отличие от иных населённых пунктов архипелага, на территории Торсхавна не было сельской общины. На протяжении XII столетия все торговые связи Фарерских островов, а также иных, не имевших первостепенного значения архипелагов на западе, с Норвегией осуществлялись через Берген. В 1271 году норвежский король установил монополию на торговлю с Торсхавном. Согласно норвежскому первоисточнику того же года, в Торсхавн регулярно ходили 2 корабля, доставлявшие грузы с солью, пиломатериалами и крупами. Таким образом, между внешним миром и Торсхавном установился более тесный контакт, нежели с другими населёнными пунктами Фарерских островов. Представители первоначально норвежских, а затем и датских органов власти превратили Торсхавн в место своего постоянного пребывания. Следовательно, эти события, вкупе с изначальным проведением в Торсхавне народных собраний, оказали огромное влияние на дальнейшее развитие города.

### XVI—XVIII века
В источниках ничего не упоминается о застраиваемых территориях в Торсхавне до протестантских преобразований в 1539 году.

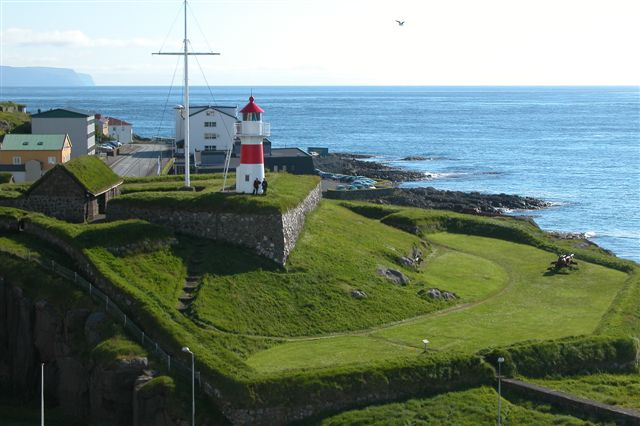
Форт Скансин

Когда пиратские нападения стали случаться на Фарерских островах более часто, нужно было, прежде всего, защищать город, так как здесь велась торговля. Приблизительно в 1580 году маленький форт Скансин был построен фарерским военно-морским героем и торговцем Магнусом Хеинасоном в северном конце гавани. Позже маленькие укрепления были построены на полуострове Тинганес.
В 1584 году в Торсхавне проживал 101 житель. Население было разделено на три, примерно одинаковые, большие группы: фермеры, их семьи и прислуга, торговые и правительственные чиновников и люди, у которых не было собственной земли (это был безземельный пролетариат из деревень, которые во время того периода прибыли в Торсхавн в поисках работы). Они были обязаны охранять Скансин, взамен чего получали одежду и пищу. Вследствие этого бедняков в Торсхавне презрительно называли нищими; ловля рыбы стала для них основным средством к существованию.

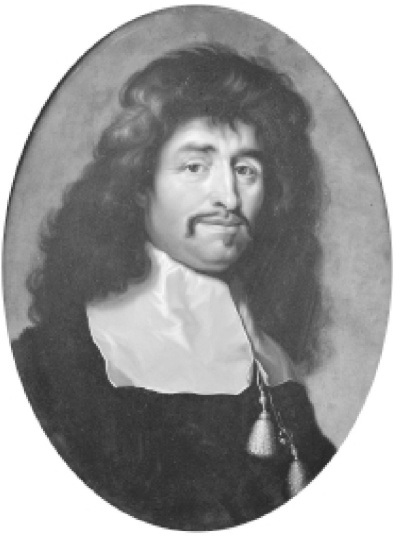
Кристофер Габель

В 1655 году король Дании Фредерик III подарил Фарерские острова государственному деятелю Кристоферу Габелю. Время правления семьи Габель (1655—1709 гг.), известное как Габлатидин (Gablatíðin), является самой тёмной главой в истории Фарерских островов в целом и Торсхавна в частности. Правительство Габеля угнетало островитян различными способами. Торговая монополия была в руках семьи, и она не была рассчитана на нужды жителей островов. Люди по всей стране приносили продукты в город и должны были быть согласны на любую цену, которую им за них предлагали. В то же самое время импортированные товары были ограничены и весьма дороги. Поступали постоянные жалобы от жителей островов о несправедливом отношении администрации к ним в Торсхавне, что касалось не только людей, занятых в торговой монополии, но также и помощника шерифа и других. Именно в этот период, в 1673 году, Тинганес был поражён огнём: взорвался склад пороха, который хранился на полуострове. Много старых зданий выгорело до основания; кроме того, были потеряны старые фарерские записи, в том числе и документы времён правления семьи Габель.
Условия в Торсхавне улучшились, когда торговая монополия стала королевской в 1709 году. Королевская монополия снабжалась товарами из Копенгагена три раза в год, однако в 1709 год Торсхавн был поражён оспой, погубившей почти всё население. Город к этому времени достиг численности населения в 300 человек, но 250 из его жителей умерли.
Именно в течение второй половины XVIII века Торсхавн превратился из совсем маленького в небольшой город. Всё это происходило в то время, когда Нильс Рюберг возглавлял торговую монополию. С 1768 года и в течение следующих 20 лет Рюбергу было разрешено осуществлять транзитную торговлю, которая была основана главным образом на контрабанде в Англию: из-за французско-британского конфликта появились возможности для такого рода деятельности. В Торсхавне все склады были заполнены товарами. Рюберг был первым человеком на Фарерах, устроившим получение прибыли от рыбного промысла, который позже стал самой значимой отраслью экономики на островах.

### XIX век — настоящее время

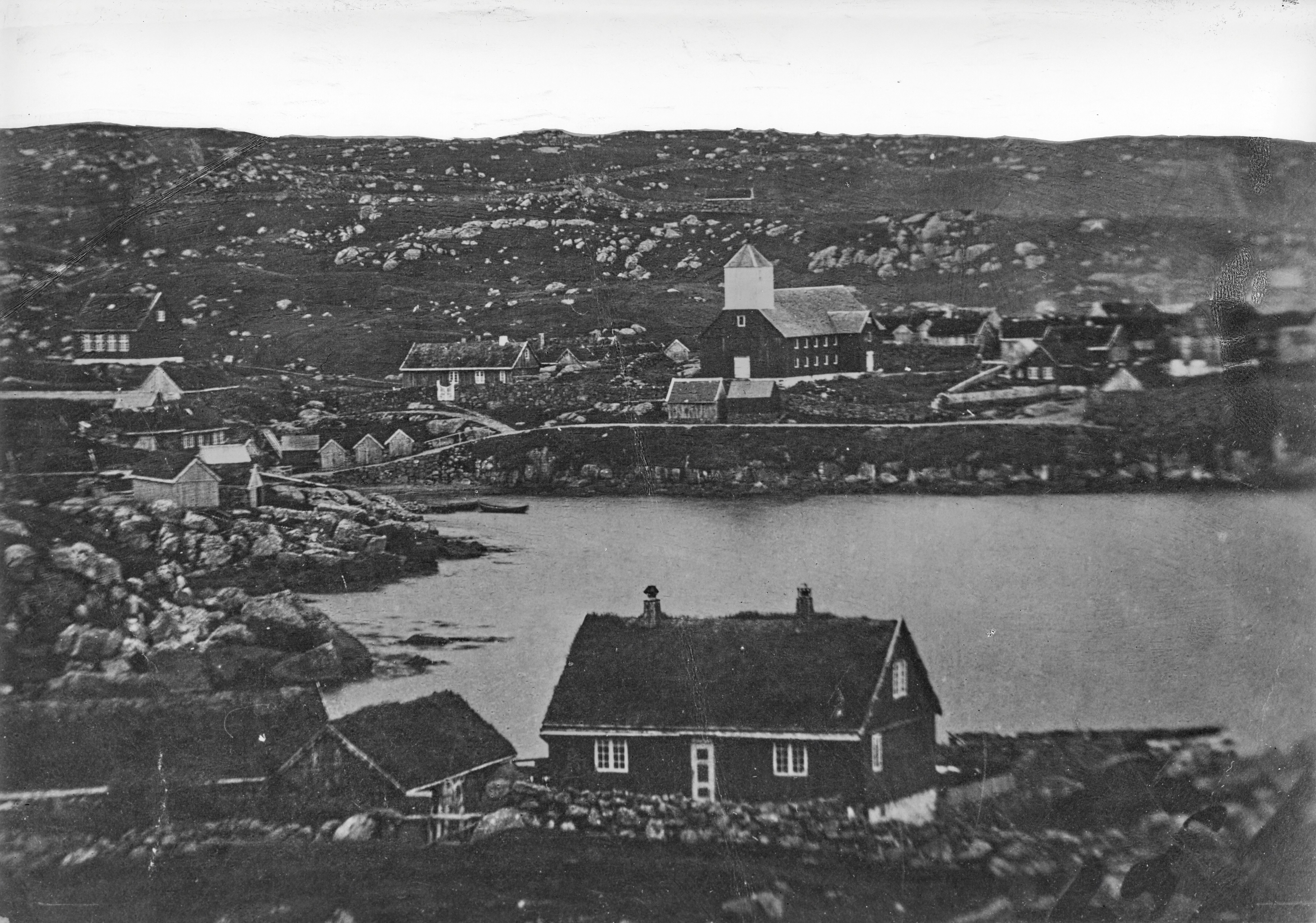
Город в 1864 г.

В 1856 году на Фарерские острова пришла свободная торговля, что способствовало преобразованию тамошней экономики и известности Фарер на мировом рынке, в том числе и Торсхавна. Земля для сельского хозяйства была сдавалась в аренду горожанам, которые могли позже и выкупить её, если хотели. Эти маленькие участки земли облегчили существование людей в значительной степени, так как у них появилась возможность держать коров и овец. Численность населения при этом значительно выросла.
В 1866 году в Торсхавне был создан городской совет. С тех самых пор город является столицей Фарерских островов, а позже, в 1909 году, Торсхавн стал городом-ярмаркой с тем же уставом муниципалитета, что и у датских городов-ярмарок.
В 1927 году в Торсхавне была построена современная гавань, что позволило большим судам бросать якорь в этом месте.
В период британской оккупации Фарерских островов во время Второй мировой войны Скансин использовался в качестве штаб-квартиры королевских военно-морских сил.
В 1974 году соседние деревни Хойвик и Витанес стали частью города. Позже другие коммуны были присоединены к коммуне Торсхавн.
Торсхавнский кафедральный собор был впервые построен в 1788 году и частично перестроен в 1865 году. С 1990 года он стал местом пребывания епископа Фарерских островов.
Гавань Торсхавна является одной из 23 фарерских гаваней, в которых разрешён китобойный промысел. Суммарная добыча в Торсхавне за 2007—2010 годы составила 386 голов, все из которых относились к виду Обыкновенная гринда.

## Население
| Год  | Численность | Численность |
| ---- | ----------- | ----------- |
| 1788 | 600         | [ 11 ]      |
| 1801 | 554         | [ 12 ]      |
| 1865 | 900         | [ 11 ]      |
| 1950 | 5600        | [ 12 ]      |
| 1983 | 14 000      |             |
| 1986 | 12 461      | [ 13 ]      |
| 1991 | 12 852      | [ 13 ]      |
| 1996 | 11 607      | [ 13 ]      |
| 2001 | 12 327      | [ 13 ]      |
| 2006 | 12 468      | [ 13 ]      |
| 2011 | 12 296      | [ 13 ]      |
| 2018 | 13 123      | [ 13 ]      |
| 2024 | 14 038      | [ 1 ]       |

## Спорт
В Торсхавне, как везде на Фарерах, наиболее популярны гандбол и футбол. Несмотря на небольшое население города, существует несколько спортивных клубов.
На стадионе «Торсволлур» в Торсхавне в поединках против фарерских футболистов в последние годы выступали сильнейшие команды Европы — сборные Франции (трижды), Германии и Италии (по два раза), — а также сборная России (в 2001 году).

## Транспорт

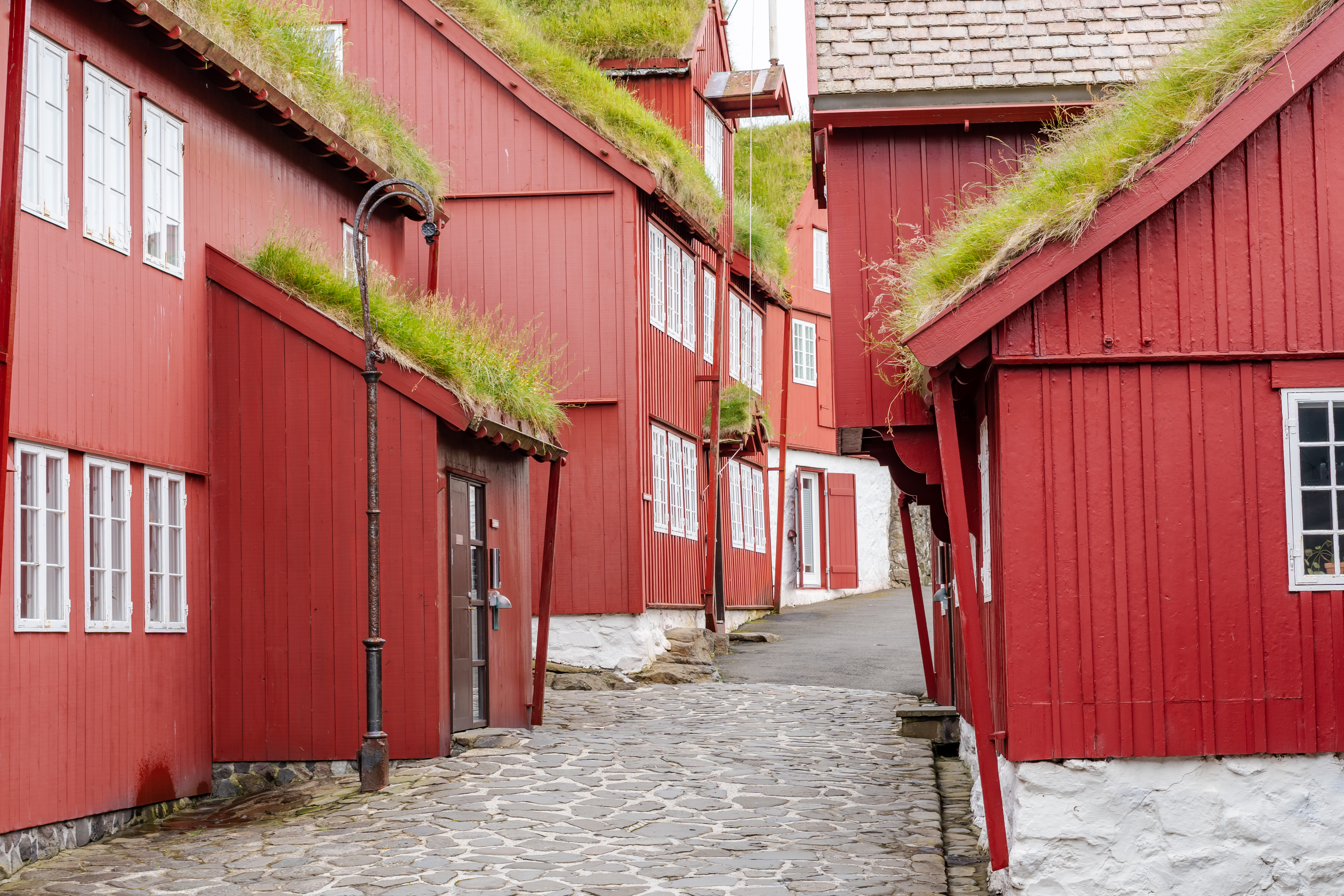
Улица в городе

Действует паромная переправа в Данию, Норвегию, Исландию и Шотландию.
Торсхавн — узловой порт Северной Атлантики. Является традиционным в последние десятилетия местом захода, выгрузки и бункеровки российского рыболовного флота.
В городе действует автобусная сеть, которая также связывает Торсхавн с другими населёнными пунктами по всему острову. Ближайший и единственный на Фарерских островах аэропорт — Вагар.

## Достопримечательности

Торсхавнский собор. Улицы Бриджубакки (слева) и Ундир Бриджубакка (справа) в центре города.

- Тинганес — исторический центр Торсхавна, состоящий из крохотных деревянных домиков с торфяной крышей. Возраст старейшего здания датируется XIV веком.
- Торсхавнский собор — второе по размеру культовое сооружение на островах.
- Гавань Торсхавна.
- Скансин — историческое сооружение, возведённое в XVI веке.
- Национальная галерея[англ.] — музей изобразительных искусств архипелага.
- Западная церковь — крупнейший храм Фарерских островов, внешняя отделка которого производилась скульптором Хансом Паули Ольсеном[дат.].
- Дом Севера[нем.] — наиболее значимое культурно-просветительное учреждение архипелага.
- Исторический музей в Хойвуйке со всеми его экспонатами.
- Музей естествознания с небольшим ботаническим садом, в котором произрастают 150 местных растений.
- Улица Нильса Финзена — единственная пешеходная зона города.

## Крупнейшие учреждения города
- Лёгтинг и ландстуйр — парламент и правительство Фарерских островов со всеми государственными учреждениями.
- Фарерская теле— и радиовещательная компания, находящаяся в государственной собственности.
- Университет Фарерских островов, располагающийся рядом с национальным архивом, навигационный и педагогический колледжи и т. д.
- Posta[фар.] — почта архипелага.
- В Торсхавне расположены генеральные консульства всех скандинавских и ряда государств — членов Европейского союза.
- Крупнейшая и старейшая на островах средняя школа, находящая недалеко от Торсхавна.

## Выдающиеся уроженцы

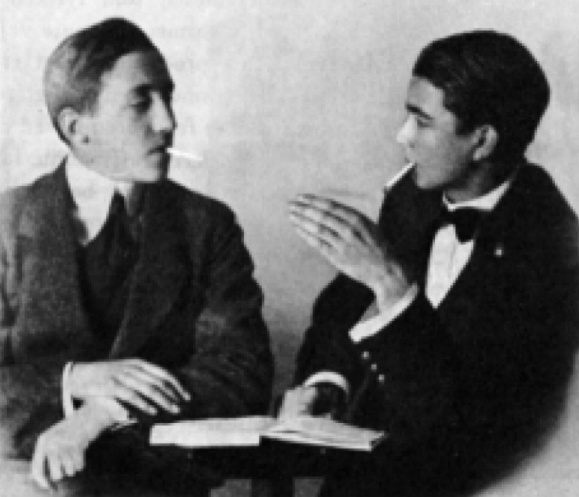
Писатели Вильям Хейнесен и Йёрген-Франц Якобсен в возрасте 18 лет. 1918 год

- Нильс Финзен (1860—1904) — лауреат Нобелевской премии в области физиологии и медицины за 1903 год.
- Даниэль Якоб Даниельсен[фар.] (1871—1916) — миссионер и гуманист, оказывавшей поддержку Роджеру Кейсменту в расследовании преступлений бельгийских колониальных властей в Свободном государстве Конго[14].
- Петер Альберг (1885—1940) — композитор, написавший музыку к гимну Фарерских островов.
- Вильям Хейнесен (1900—1991) — писатель, поэт, композитор и художник.
- Йёрген-Франц Якобсен (1900—1938) — писатель.
- Хёгни Райструп[англ.] (род. 1984) — музыкант, певец и поэт-песенник.
- Ингольвур ав Рейни[нем.] (1920—2005) — художник.
- Янус Камбан[нем.] (1913—2009) — скульптор.
- Захариас Хайнесен[дат.] (род. 1936) — художник.
- Лисбет Петерсен[нем.] (род. 1939) — политик.
- Катрин Оттарсдоттир[дат.] (род. 1957) — кинорежиссёр.
- Карл Юхан Йенсен[англ.] (род. 1957) — писатель.
- Участники метал-группы «Týr».
- Оли Йогванссон[англ.] (род. 1969) — поэт-песенник и композитор.
- Боарур Оскарссон[дат.] (род. 1972) — писатель и художник-иллюстратор.
- Гури Хансдоттир (род. 1980 — певица, поэтесса-песенник.
- Тайтур Лассен (род. 1977) — певец, поэт-песенник.
- Боарур Хоаберг[англ.] (род. 1979) — поэт-песенник и композитор.
- Кристиан Моуритсен[англ.] (род. 1988) — футболист.
- Гуннар Нильсен (род. 1986) — футболист.
- Регви Балдвинссон (род. 1989) — футболист.
- Суни Ольсен[нем.] (род. 1981) — футболист.
- Грета Свабо Бех[пол.] (род. 1987) — певица.
- Хельджи Деам Сиска (род. 1990) — шахматист.
- Магнус Якупссон[фар.] (род. 1994) — пловец.

## Города-побратимы
- Аскер, Норвегия
- Биркерёд[вд], Дания
- Гардабайр, Исландия
- Копенгаген, Дания
- Мариехамн, Финляндия
- Нуук, Гренландия
- Осло, Норвегия
- Пиетарсаари, Финляндия
- Рейкьявик, Исландия
- Риолунато, Италия
- Стокгольм, Швеция
- Хельсинки, Финляндия
- Эсбьерг, Дания